# Velký kremelský palác
Velký kremelský palác (rusky Большой Кремлёвский дворец) je jeden z paláců Moskevského kremlu. Vystavěn byl v letech 1838-1849 na příkaz cara Mikuláše I. skupinou ruských architektů pod vedením Konstantina Andrejeviče Tona. V současnosti slouží jako reprezentační sídlo prezidenta Ruské federace, konají se zde vrcholné politické schůzky a oficiální ceremonie, jako například prezidentská inaugurace.
Palácový komplex o celkové výměře okolo 25 000 m² zahrnuje také Těremský palác, devět chrámů (14. - 17. století) a asi 700 pokojů. Mezi nejvýznamnější sály paláce patří Georgijevský, Vladimirský, Alexandrovský, Andrejevský a Jekatěrinský.

## Historie
Když bylo v roce 1712 hlavní město přesunuto do nově založeného Petrohradu, kremelské paláce ztratily svůj význam, a ačkoliv byla část z nich využívána jako sídlo úřadů, velká část budov chátrala a trpěla požáry. Pouze za panování Anny Ivanovny vznikla nevelká zimní rezidence Annengof. Kateřina II. Veliká dala zbourat hradby na straně řeky Moskvy, aby zde nechala zbudovat obrovský palác odpovídající velikosti impéria. Nicméně již na počátku stavebních prací se objevily problémy se statikou, stavba zamrzla, až byla nakonec prohlášena za bezúčelnou a celý projekt byl zrušen.

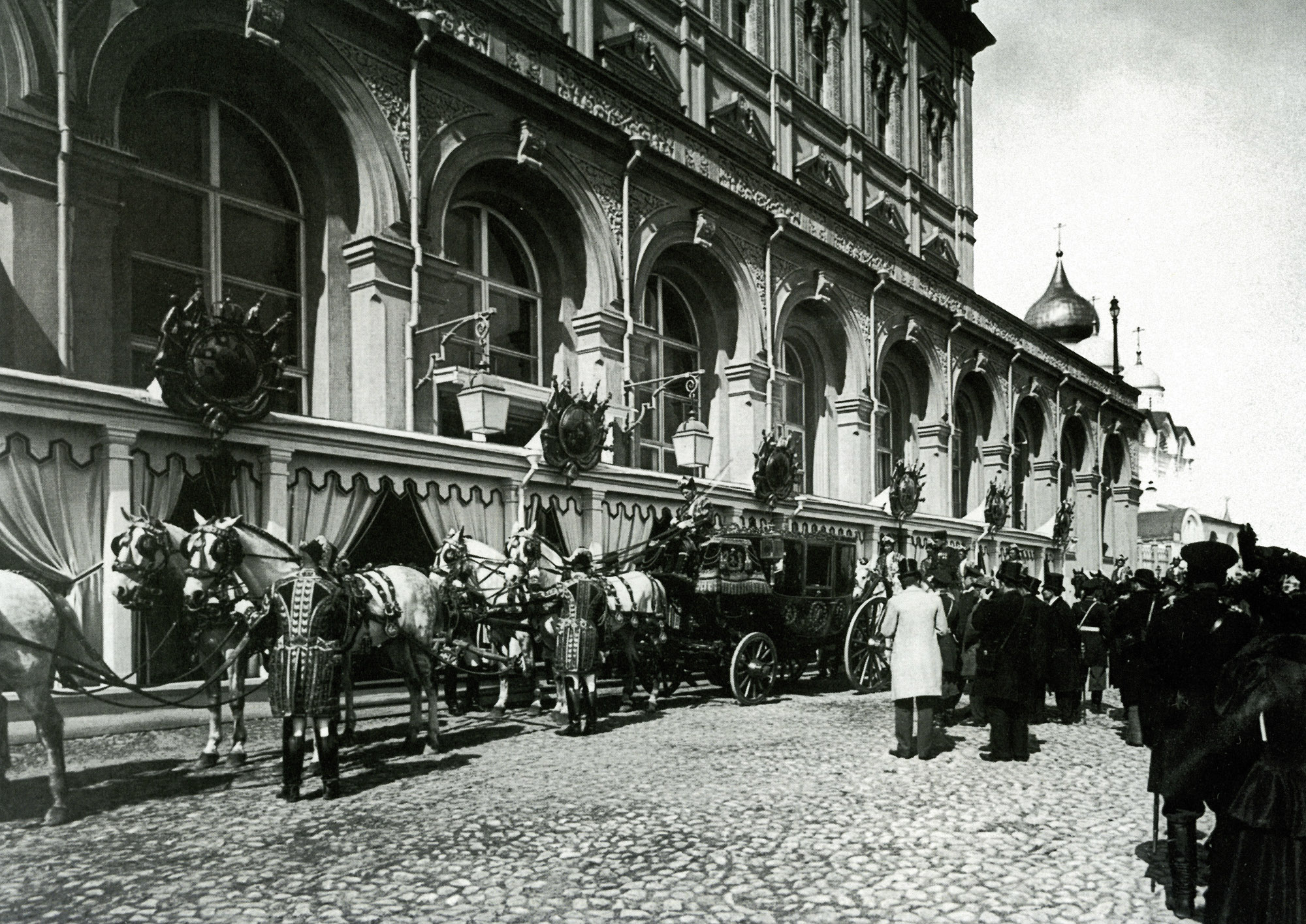
Kočár Mikuláše II. přijíždí na korunovaci do Velkého kremelského paláce (1896)

Důstojné carské rezidence se tak Moskevský kreml dočkal až po porážce Napoleona (1812), kdy opět začal vzrůstat význam Moskvy (viz např. realizace monumentální katedrály Krista Spasitele). Nový kremelský palác se měl stát symbolem obnovení válkou poničené Moskvy, znovuzrození jejího dávného politického významu, zároveň měl organicky splynout s dosavadními stavbami v areálu.
Mikuláš I. pověřil vypracováním projektu paláce svého oblíbeného architekta Konstantina Andrejeviče Tona, který stál také za zmíněnou katedrálou Krista Spasitele. Inspirací při práci na novém paláci mu byl starší objekt kremelského areálu, Těremský palác ze 17. století. Dohledem nad provedením stavebních prací byl pověřen vysoký státní úředník Ludwig Karl von Bode.
Stavební práce se rozeběhly roku 1839 současně s výstavbou katedrály Krista Spasitele. Původně měl být Velký kremelský palác tvořit jediný celek se Zbrojnicí a obě stavby měly vzniknout současně, nakonec však byla roku 1842 výstavba rozdělena na dvě etapy a vznikly tak dva samostatné objekty. Ke slavnostnímu vysvěcení došlo s velikou pompou na Velikonoce 1849. Mikuláš I. osobně provedl inspekci paláce a vyjádřil velkou spokojenost. Nařídil jen ještě v Georgijevském sále instalovat na stěny mramorové desky se jmény pluků, které byly nositeli Řádu sv. Jiří. Jako první byla instalována deska se jménem Preobraženského pluku, který byl účasten slavnostního zavěšení a jehož vojáky po ceremoniálu car osobně provedl novými komnatami.
Stavitelé paláce byli štědře odměněni, například Ludwig Karl von Bode, který prováděl dohled nad výstavbou, dostal medaili a prémii 50 000 rublů ve stříbře, jeho syn byl zároveň povýšen do vyšší vojenské hodnosti a získal řád.

## Současné využití

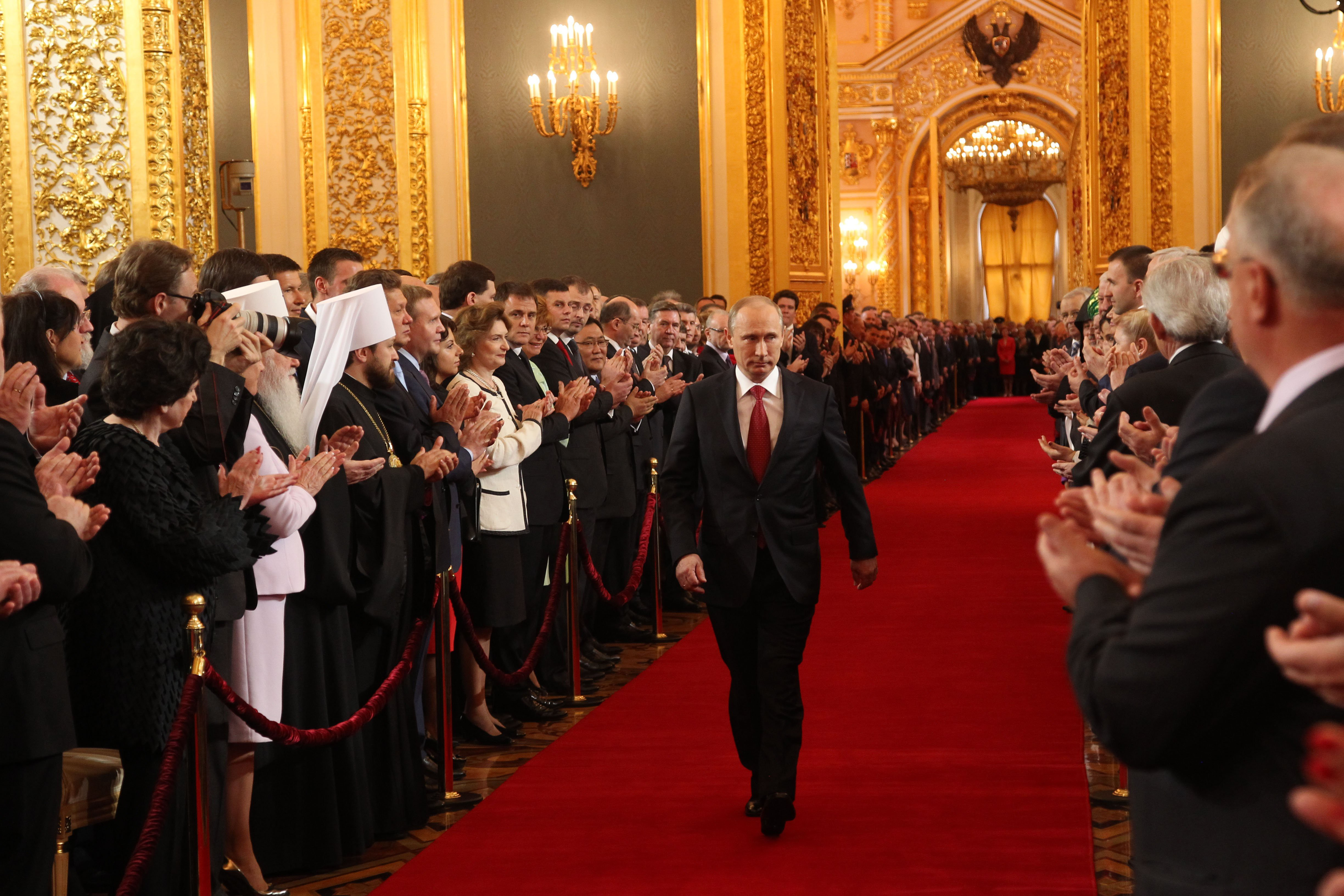
Inaugurace Vladimira Putina v roce 2012

Původně palác sloužil jako moskevská rezidence ruských carů a jejich rodiny.
Po nástupu bolševiků k moci se řada prostor využívala jako byty. Od roku 1934 se zde konala zasedání Nejvyššího sovětu SSSR a KSSS, kvůli čemuž byly Andrejevský a Alexandrovský sál zničeny a jejich spojením vzniknul nový zasedací sál. Nicméně jeho tvar protaženého pětiúhelníku nebyl pro tyto účely příliš vhodný, neboť zadní řady byly velmi vzdáleny od prezidia a řečnického pultu. Roku 1962 proto byly sjezdy KSSS přesunuty do Státního kremelského paláce a zasedání Nejvyššího sovětu se od roku 1970 pořádala v budově číslo 14. Na základě rozhodnutí Borise Jelcina byly potom Andrejevský a Alexandrovský sál mezi lety 1994 a 1999 obnoveny.
Po vzniku Ruské federace se stal Velký kremelský palác reprezentačním sídlem ruských prezidentů. V jeho sálech se konají ceremoniály celostátního významu, např. inaugurace ruských prezidentů (Andrejevský sál), předávání řádů a vyznamenání, odehrál se zde podpis smlouvy o připojení Krymu k Rusku aj.

## Areál paláce
Palácový komplex zahrnuje kromě hlavní budovy také starší stavby z 16. a 17. století: Fazetový palác, Těremský palác a palácové chrámy, včetně nejstarší částečně dochované stavby v Moskvě, chrámu Narození Bohorodice na Senjach (1393). Ve vnitřním dvoře se nacházel jeden z nejstarších chrámů Moskvy, Spas na Boru (1330), zničený bolševiky roku 1933.
Čelní strana je otočena ke Kremelskému nábřeží. Na fasádě byly použity motivy z Těremského paláce, jako například okna ve stylu tradičního ruského stavitelství. Car chtěl, aby se palác stal pomníkem slávy ruského vojenství. Proto je jeho pět hlavních sálů (Georgijevský, Andrejevský, Alexandrovský, Vladimirský a Jekatěrinský) nazváno podle pěti vojenských řádů Ruského impéria (Řád sv. Jiří, Řád sv. Ondřeje, Řád sv. Alexandra Něvského, Řád sv. Ondřeje a Řád sv. Kateřiny). Této tematice odpovídá i výzdoba sálů.

## Galerie

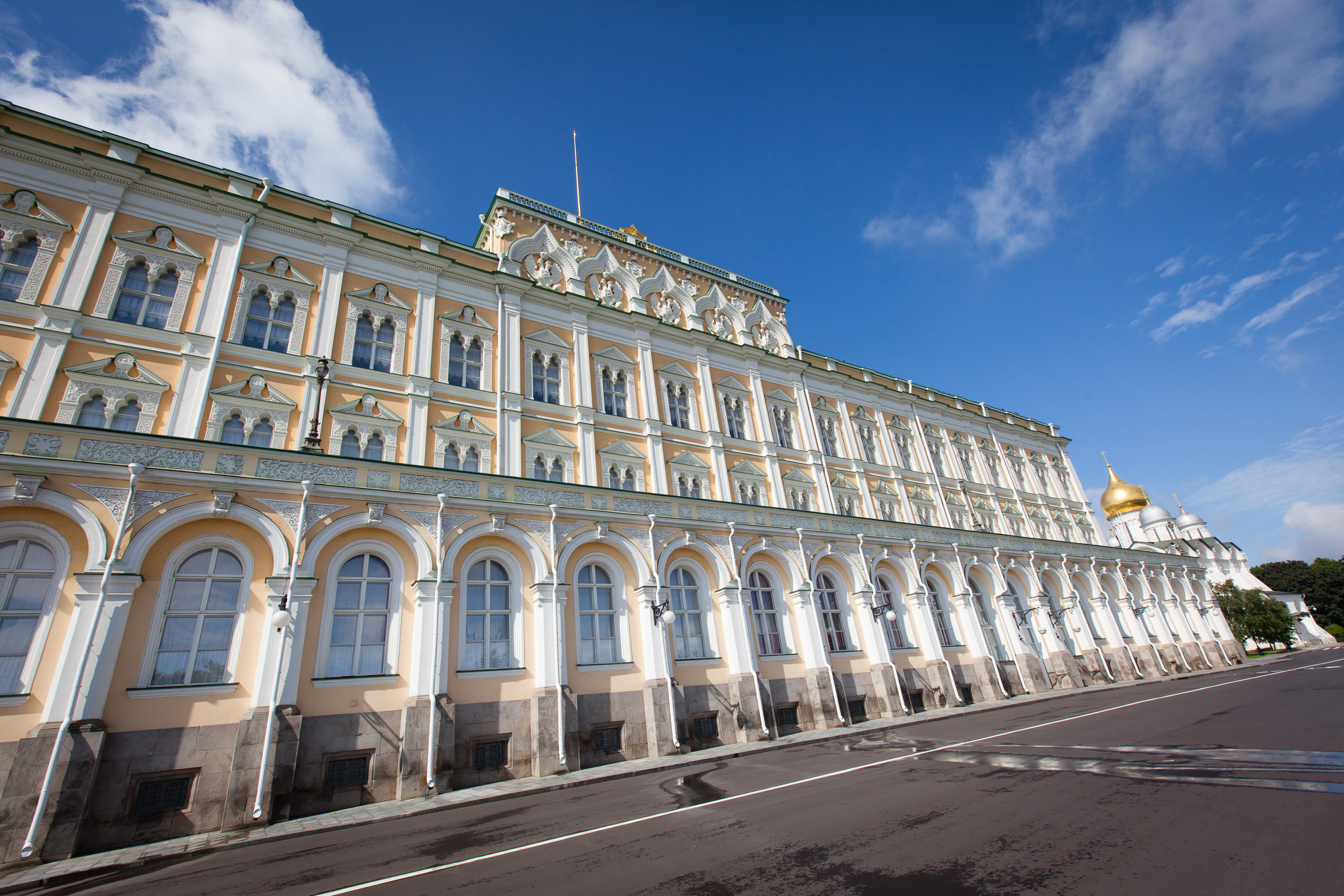
Čelní fasáda
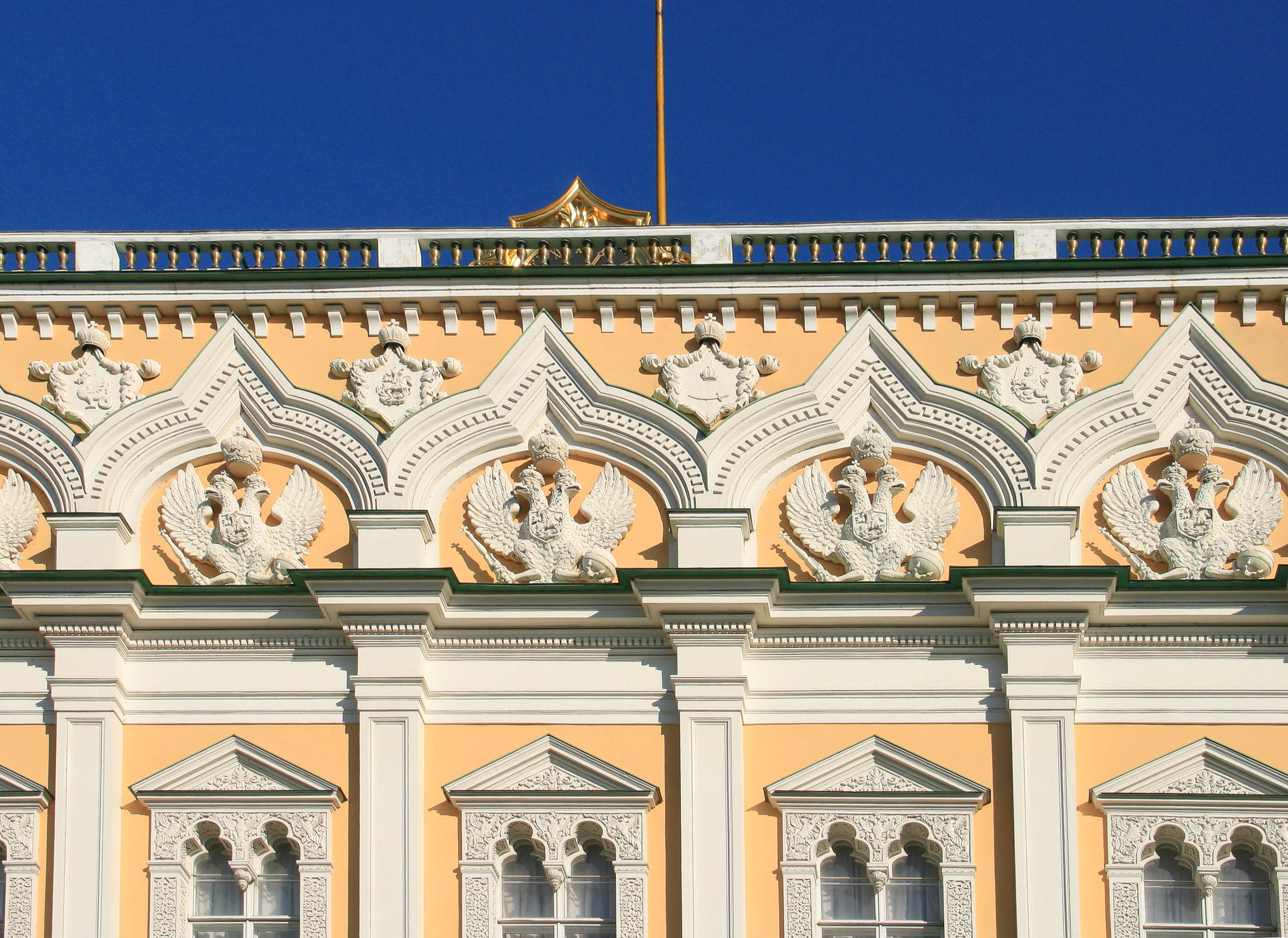
Detail fasády
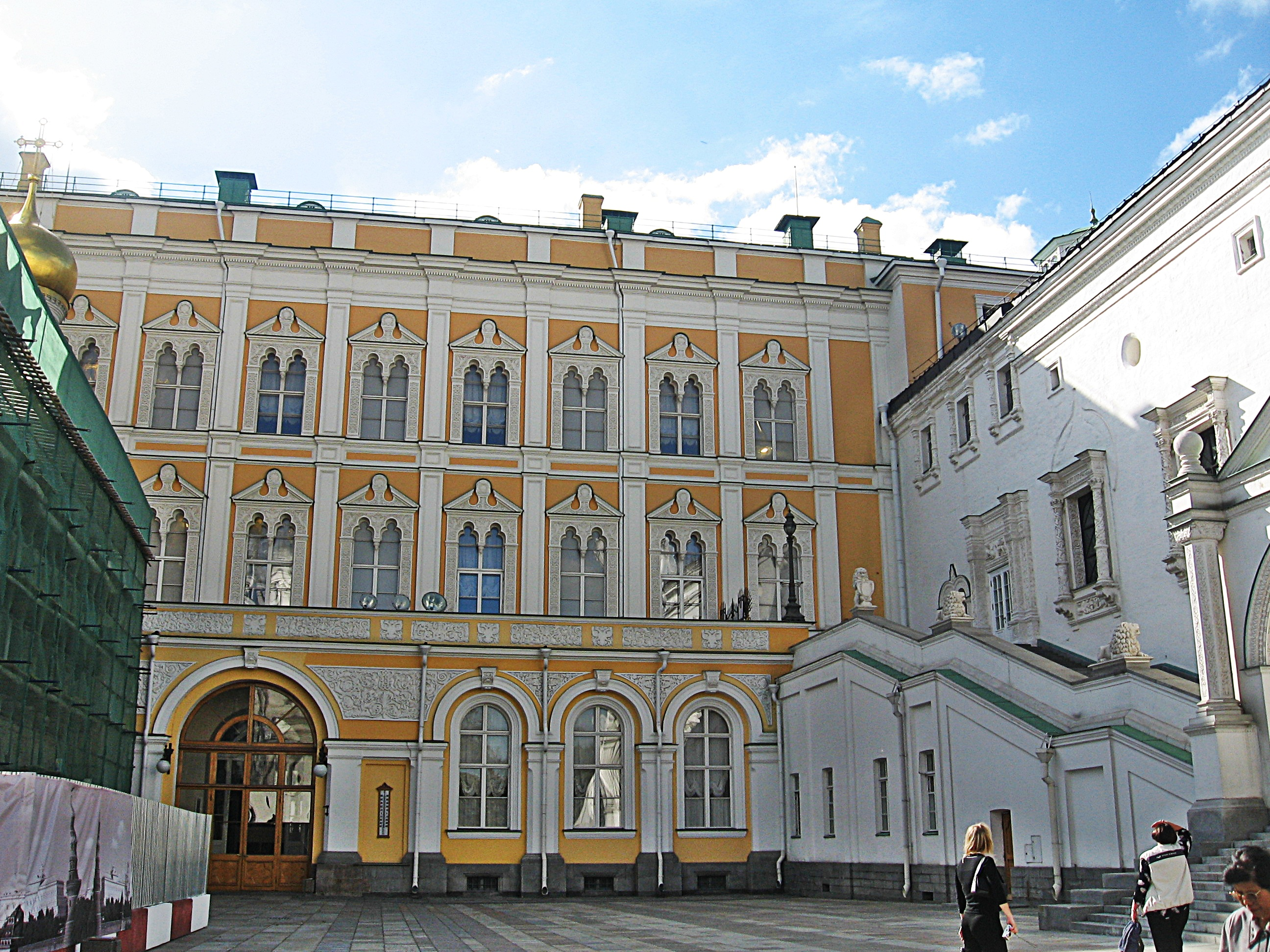
Palác zboku
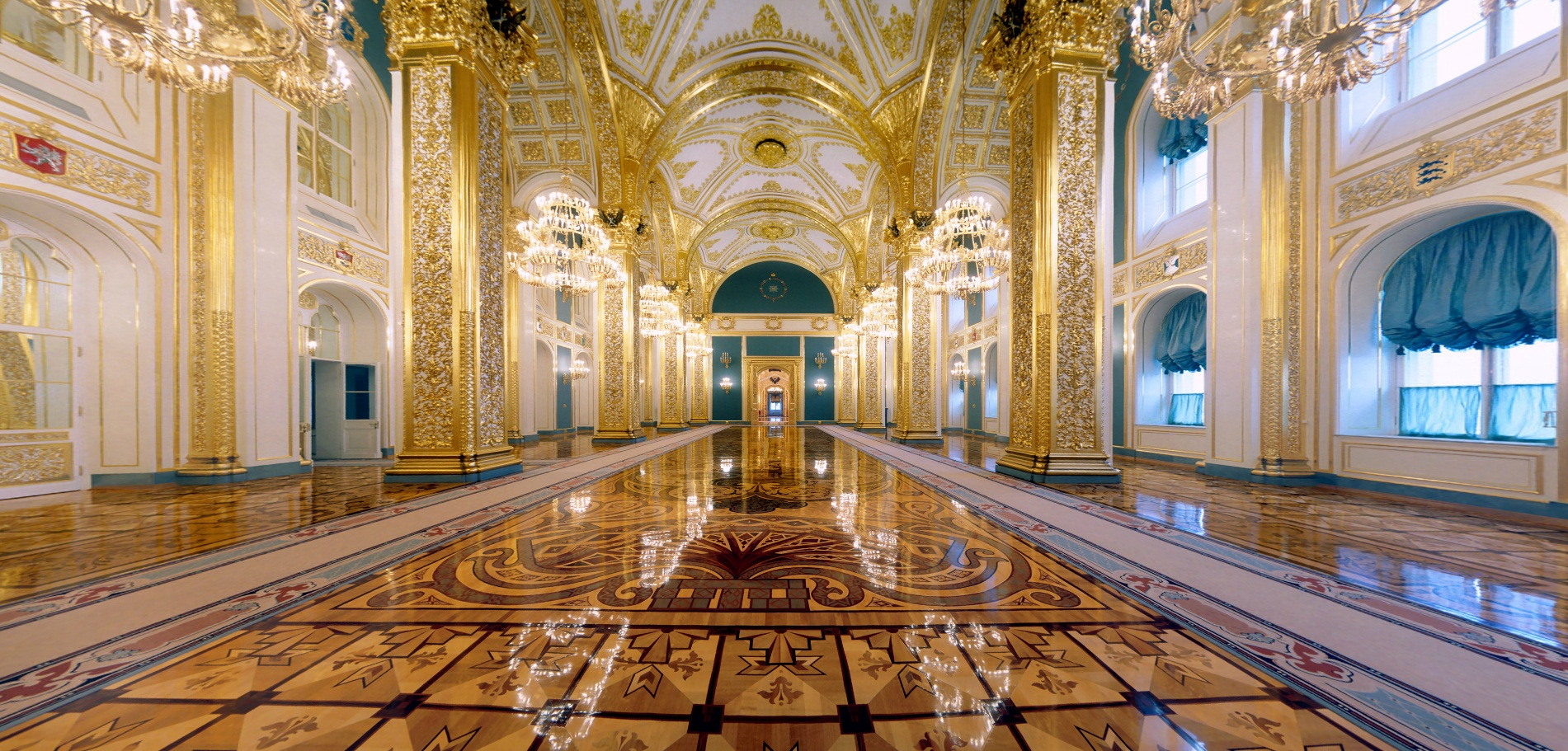
Andrejevský sál
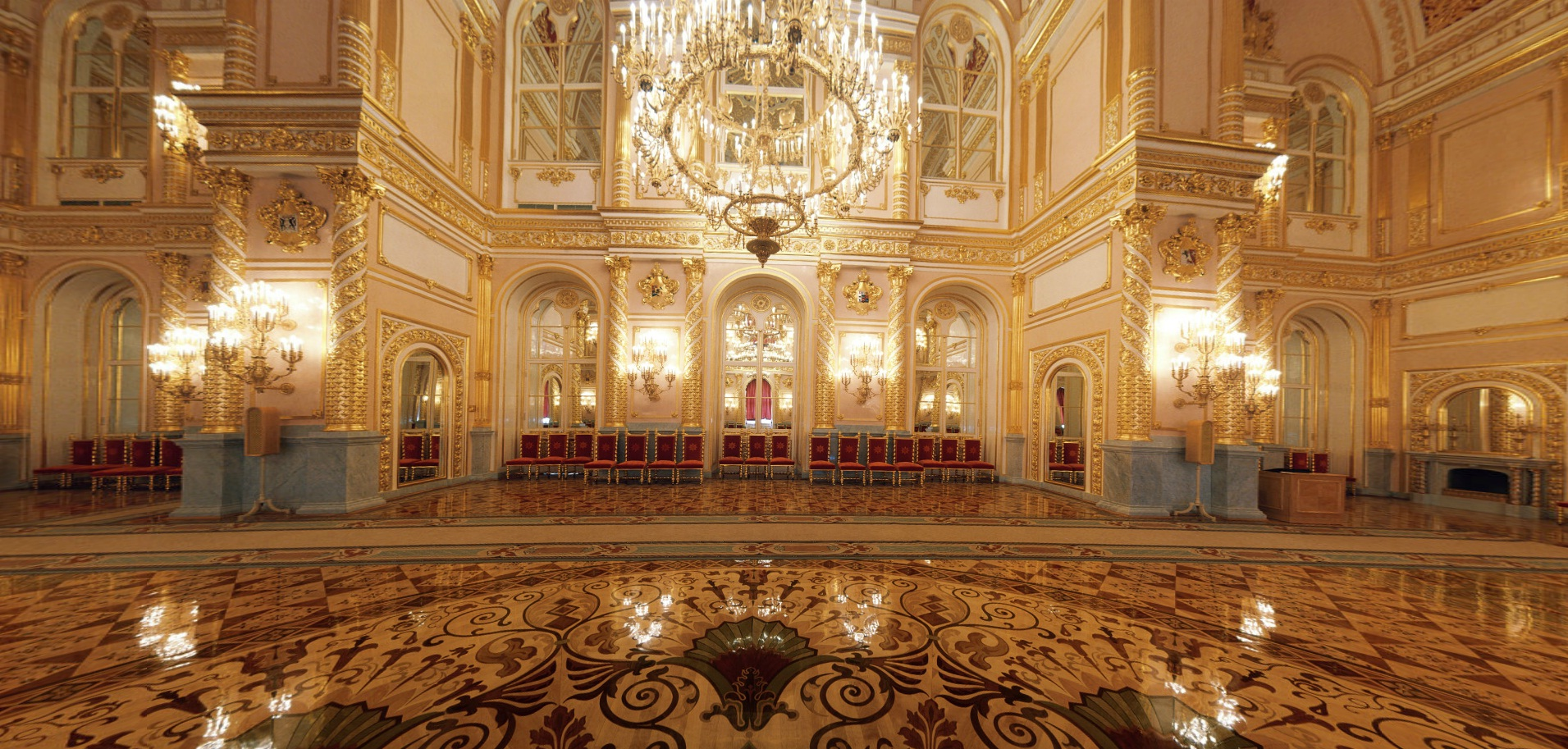
Alexandrovský sál
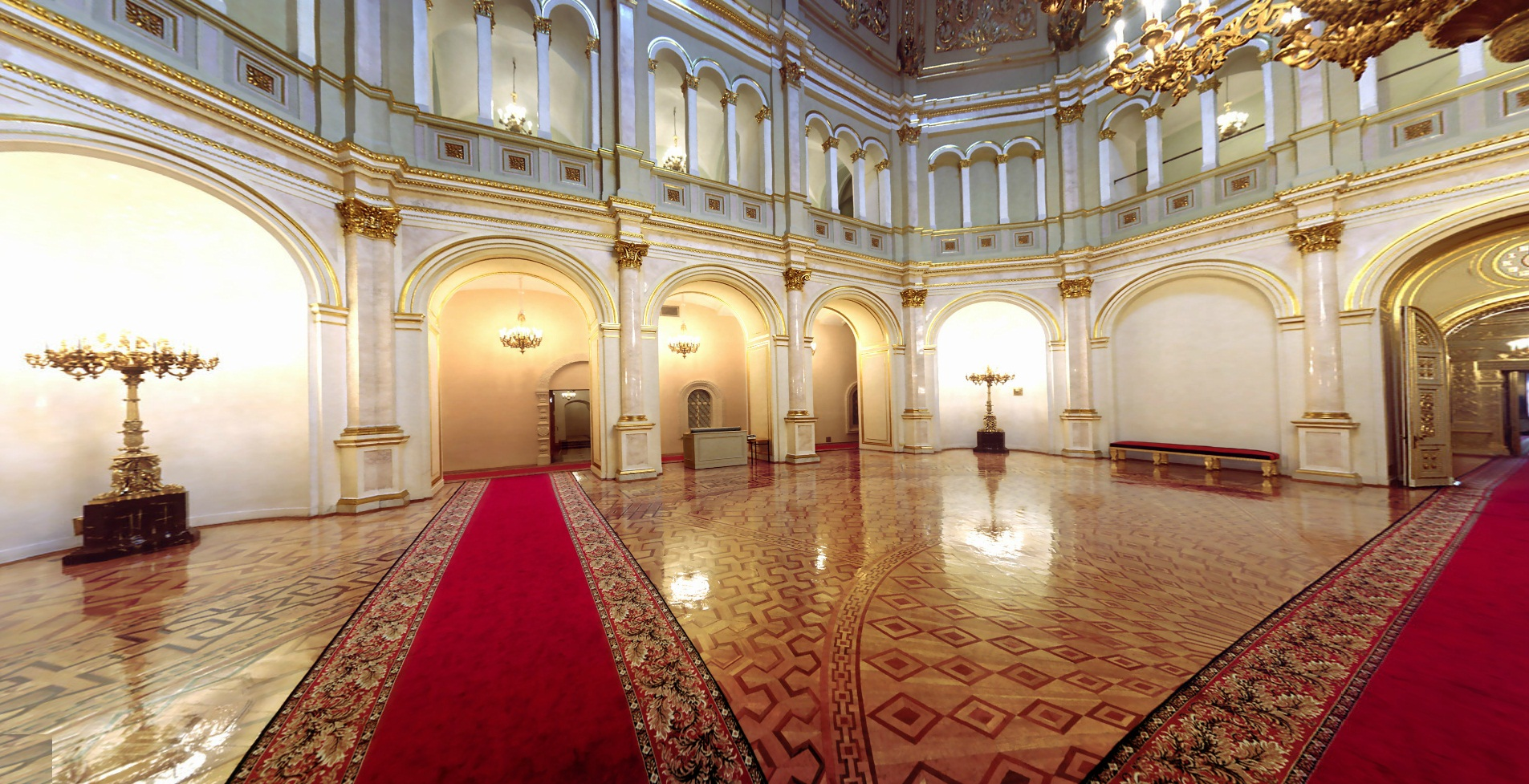
Vladimirský sál
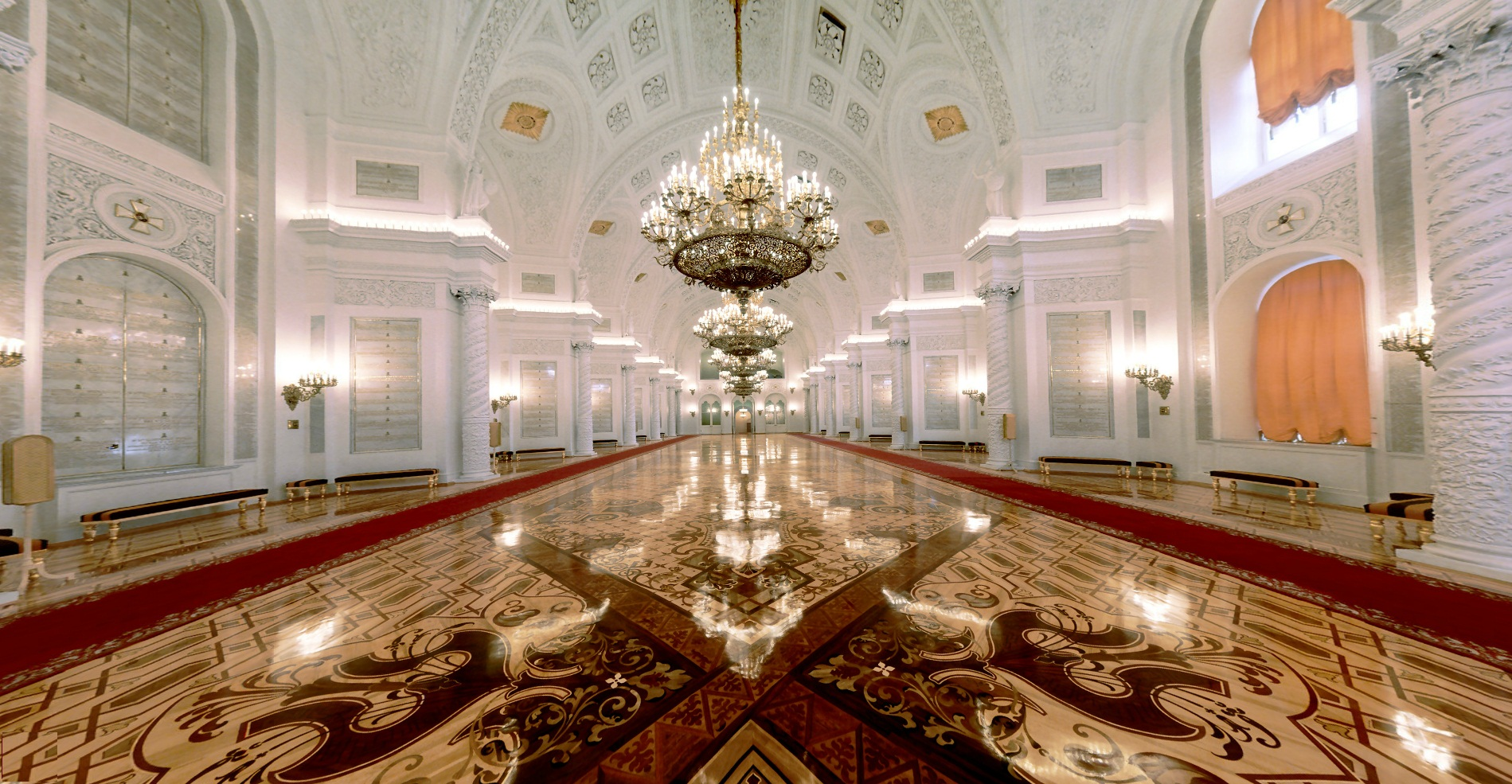
Georgijevský sál